# Luboszyce (Opole)
Pour les articles homonymes, voir Luboszyce.
Luboszyce est une localité polonaise du gmina de Łubniany dans la voïvodie et le powiat d'Opole.